# Paramus
Paramus är en kommun (borough) i Bergen County, New Jersey, USA, med 26 342 invånare (2010). Den har enligt United States Census Bureau en area på 27,2 km².
I Paramus finns New Jerseys största köpcentrum Westfield Garden State Plaza.

## Kända personer från Paramus
- Lloyd Levin, filmproducent